# Lengyel Olga
Lengyel Olga (Kolozsvár, 1908. október 19. – New York, 2001. április 15.) magyar író, aki az auschwitzi tábor foglya volt, később Five Chimneys címmel írta meg emlékeit.

## Élete
Műtőasszisztensként dolgozott Kolozsvárott, abban a kórházban, amelyben férje, Lengyel Miklós igazgató volt. 1944-ben vele, gyermekeivel és szüleivel együtt deportálták Auschwitz-Birkenauba. Családjából csak ő élte túl a holokausztot. Visszaemlékezéseit 1946-ban Franciaországban adták ki Souvenirs de l'au-delà címmel, a későbbi kiadások már Five Chimney címen jelentek meg.

## Művei
- Five chimneys. The story of Auschwitz; Ziff-Davis, Chicago–New York, 1947[2]
- I survived Hitler' s ovens. Orig. title: Five chimneys. The story of Auschwitz;  Avon, New York, 1947
- Souvenirs de l'au-dela; franciára ford. Ladislas Gara; Bateau Ivre, Paris, 1946 (Climats)

### Magyarul
- Öt kémény. Egy auschwitzi túlélő igaz története; ford. Stier Ágnes; Lazi, Szeged, 2021

## Fordítás
- Ez a szócikk részben vagy egészben  az   Olga Lengyel című angol Wikipédia-szócikk ezen változatának fordításán alapul.  Az eredeti cikk szerkesztőit annak laptörténete sorolja fel. Ez a jelzés csupán a megfogalmazás eredetét és a szerzői jogokat jelzi, nem szolgál a cikkben szereplő információk forrásmegjelöléseként.